# Livermorium
Livermorium ist ein chemisches Element, es zählt zu den Transactinoiden, hat die Ordnungszahl 116 und das Elementsymbol Lv. Es steht im Periodensystem der Elemente in der 16. IUPAC-Gruppe und gehört damit zur Gruppe der Chalkogene. Der Name leitet sich von der Stadt Livermore ab, in der eines der an der Entdeckung beteiligten Institute beheimatet ist.

## Geschichte

### Angebliche Erzeugung in Berkeley
Ein Bericht über die Erzeugung der Elemente 116 und 118 im Lawrence Berkeley National Laboratory wurde 1999 in der Fachzeitschrift Physical Review Letters veröffentlicht. Im folgenden Jahr wurde der Bericht zurückgezogen, da die beschriebenen Ergebnisse von anderen Wissenschaftlern nicht zu reproduzieren waren. Im Juni 2002 gab der Direktor der Berkeley Labs bekannt, dass die ursprüngliche Veröffentlichung auf höchstwahrscheinlich gefälschten Daten beruht habe. Der Mitarbeiter Victor Ninov wurde verdächtigt, Zerfalls-Messwerte manipuliert zu haben. Ninov erklärte dagegen die Messapparatur für fehlerhaft und bestand auf seiner Unschuld.

### Erzeugung in Dubna
Livermorium wurde erstmals im Juli 2000 im Vereinigten Institut für Kernforschung in Dubna (Russland) von Wissenschaftlern des Instituts und des Lawrence Livermore National Laboratory durch Fusion eines Curium- und eines Calcium-Atomkerns hergestellt:
{\displaystyle \mathrm {{}_{\,96}^{248}Cm+{}_{20}^{48}Ca\ \rightarrow \ {}_{116}^{292}Lv+4\ _{0}^{1}n} }

## Namensgebung
Nach der Entdeckung bekam das Element zunächst den systematischen Namen Ununhexium (chemisches Symbol Uuh), eine Bildung aus lateinisch unum für ‚eins‘ und altgriechisch ἕξ, hex für ‚sechs‘, entsprechend der Ordnungszahl 116. Es wurde auch als Eka-Polonium bezeichnet, zusammengesetzt aus Sanskrit एक eka für ‚eins‘ und Polonium, mit Bezug auf seine Einordnung im Periodensystem ‚eine Stelle unterhalb des Poloniums‘. Die Entdeckung wurde im Juni 2011 von der IUPAC bestätigt, womit dieses Element offiziell Eingang in das Periodensystem der Elemente fand. Der Name Livermorium wurde am 1. Dezember 2011 vorgeschlagen und am 23. Mai 2012 von der IUPAC angenommen.

## Eigenschaften
Weil die Atomkerne innerhalb winziger Sekundenbruchteile zerfallen, bevor sich eine stabile Elektronenkonfiguration ausbildet, sind chemische Eigenschaften nicht vorhanden. Das Element wurde bisher nur indirekt anhand seiner typischen Zerfallsprodukte nachgewiesen.

## Sicherheitshinweise
Es gibt keine Einstufung nach der CLP-Verordnung oder anderen Regelungen, weil von diesem Element nur wenige Atome gleichzeitig herstellbar sind und damit viel zu wenige für eine chemische oder physikalische Gefährlichkeit.